# Салтыков, Михаил Александрович
Граф Михаи́л Алекса́ндрович Салтыко́в (1767—1851) — тайный советник, сенатор, попечитель Казанского учебного округа (1812—1818); действительный камергер.

## Биография
Родился в 1767 году в семье Александра Михайловича и Марии Сергеевны (урождённой Волчковой; во втором замужестве за Петром Богдановичем Пассеком) Салтыковых.
В 1787 году, по окончании Шляхетского кадетского корпуса, начал военную службу армии поручиком. Эта служба, совпавшая с последними годами царствования императрицы Екатерины, представляет ряд блестящих успехов. Уже в 1788 году он находится в штабе светлейшего князя Потёмкина и принимает участие во Русско-турецкой войне; 5 июля 1789 года произведён в секунд-майоры в Сумский гусарский полк с нахождением при князе Потёмкине. Через полгода, 1 января 1790 года, произведён в генерал-аудитор-лейтенанты, а 1 февраля того же года переведён премьер-майором в Санкт-Петербургский драгунский полк. С 3 октября 1793 по 29 ноября 1796 года он находился для поручений в ведомстве президента Военной коллегии генерал-аншефа графа Н. И. Салтыкова; 2 ноября 1795 года получил чин полковника. Блестящая военная карьера, близость к князю Потёмкину, родственные связи, утончённые светские манеры, образование, ум и красота создали Салтыкову успех и видное положение при дворе; 1 марта 1794 года Н. Н. Бантыш-Каменский сообщил князю А. Б. Куракину: «Platon Zouboff переходит в те комнаты, где жил князь Потёмкин. Место его занимается Салтыковым, сыном А. М., внуком М. М., бывшего в вотчинной коллегии».
На третий день после смерти Екатерины II, 29 ноября 1796 года Салтыков с чином полковника был отправлен в отставку; 1 мая 1797 года женился на Елизавете Францовне Ришар, одной из дочерей швейцарской француженки Марии Христиановны Ришар, содержавшей известный тогда в Петербурге пансион для девиц; венчание было в Петербурге в соборе Преображения Господня лейб-гвардии Преображенского полка. Хотя, по свидетельству Н. И. Греча, брак этот был заключен «по страсти», Салтыков жил с женою «не очень счастливо». Жили они в Смоленской губернии (вероятно, у отчима Салтыкова, П. Б. Пассека). Их дети — Александр (29.01.1803), Михаил (18.01.1805) и Софья (09.10.1806).
Менее чем через месяц после смерти императора Павла I, 7 апреля 1801 года Михаил Александрович Салтыков получил звание камергера и поступил в ведение Коллегии иностранных дел «для употребления к делам по её усмотрению, сообразно с его чином и способностями».
После смерти первого попечителя Казанского учебного округа С. Я. Румовского на эту должность 16 сентября 1812 года был назначен М. А. Салтыков. Известно, что за всё время своего попечительства Румовский ни разу не побывал в Казани и всеми делами практически бесконтрольно распоряжался директор Казанской гимназии и профессор истории в Казанском университете, И. Ф. Яковкин, сумевший приобрести полнейшее доверие Румовского. Все жалобы со стороны университетских профессоров и даже административных властей на злоупотребления Яковкина оставались бесплодными. Первым делом нового попечителя по прибытии в Казань в феврале 1813 года было донесение министру народного просвещения графу А. К. Разумовскому о плачевном состоянии Казанского университета: университетские постройки находились в жалком состоянии, большие денежные суммы, отпускавшиеся ежегодно на их ремонт, уходили неизвестно куда. Причиною всех зол Салтыков посчитал Яковкина, который тормозил практическое введение университетского устава, в результате чего с 1804 года университет представлял собой лишь высшие классы Казанской гимназии. Благодаря усилиям Салтыкова 5 (17) июля 1814 года, наконец, торжественное «полное открытие» классического университета в составе четырёх отделений. Это событие можно считать самым важным за все время попечительства графа Салтыкова, который был, согласно его прошению, 4 августа 1818 года .от должности попечителя с оставлением в ведомстве Коллегии иностранных дел.

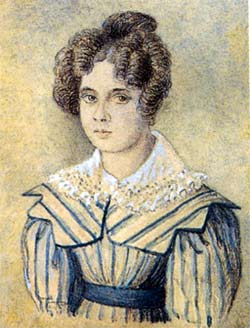
Дочь, Софья Михайловна Салтыкова (1806—1888)

В последний период жизни, в царствование императора Николая I, Салтыков занимал постепенно целый ряд почётных должностей; с апреля 1828 года он — тайный советник с сохранением всех окладов, в декабре того же года стал сенатором. В феврале 1830 года он был назначен почётным опекуном Московского опекунского совета; 30 марта того же года был назначен обер-директором Московского коммерческого училища, затем членом училищного совета ордена Св. Екатерины и управляющим Александровским училищем. Салтыков находился в самом центре художественных и литературных интересов, состоит видным членом литературного общества «Арзамас», был в самых дружественных отношениях с такими людьми, как Пушкин и барон Дельвиг, женой которого стала его дочь Софья Михайловна.

Был уволен, согласно прошению, в отставку с пенсией 20 апреля 1849 года.

Таковы последние годы жизни этого идеалиста, поклонника Руссо и философов XVIII века, приветствовавшего с сочувствием французскую революцию и заслужившего при всем своём отвращении к террору, название якобинца. Его обвиняли иногда в излишней гордости, в причудливом и дурном нраве, в неумении вести дела. Но в тех же самых резких отзывах современников слышится невольное уважение к его природному уму и высокому развитию, благодаря которым <Салтыков> ушёл на целое поколение вперёд от своего времени <…> Салтыков принадлежал к числу таких людей, значение которых заключается не в их практической деятельности, а в духовном складе личности, бескорыстно стремившейся к достижению возвышенного идеала.— Русский биографический словарь А. А. Половцова

## Источник
- Салтыков, Михаил Александрович // Русский биографический словарь : в 25 томах. — СПб.—М., 1896—1918.